# Jonas Jerebko
Jonas Jerebko (Borås, 2. ožujka 1987.) švedski je profesionalni košarkaš. Igra na poziciji krilnog centra, a može igrati i nisko krilo. Trenutačno je član NBA momčadi Golden State Warriorsa. Izabran je u 2. krugu (39. ukupno) NBA drafta 2009.

## Rani život
Jerebko je sin bivšeg igrača sveučilišta Syracuse, Chrisa Jerebka, koji je otišao profesionalno igrati u Švedsku, a na kraju tamo i ostao živjeti. 2005. dobio je pismo i stipendiju za daljni nastvak karijere na američkom sveučilištu u Buffalu, ali je na kraju odlučio ne studirati, nego odmah krenuti u profesionalnu karijeru. 

## Karijera

### Europa
Karijeru je započeo 2005. u švedskom klubu Borås Basket, a već sljedeće godine prelazi u švedsku Plannju Basket i s njome osvaja naslov švedskog prvaka. 2007. odlazi u talijansku Angelico Biellu.

### NBA
Iako se prethodno odlučio prijaviti na NBA draft 2008., kasnije je povukao prijavu i još jednu sezonu proveo u talijanskoj ligi. Bivši sveučilišni trener i današnji ESPN-ov analitičar Fran Fraschilla stavio je Jerebka među pet najboljih europskih NBA prospekta drafta 2009. godine. Izabran je u drugom krugu drafta od strane Detroit Pistonsa. Jerebko je tako postao prvi pravi Šveđanin koji će zaigrati u NBA ligi. Ta je zemlja imala tek jednog igrača u najjačoj ligi svijeta kada je prije deset godina tamo igrao Miles Simon, rođen u Stockholmu, no s čvrstim američkim korijenima. U dresu Pistonsa nastupao je na NBA Ljetnoj ligi u Las Vegasu 2009. godine. 

## Vanjske poveznice
- Profil na NBA.com
- Profil  Arhivirana inačica izvorne stranice od 2. listopada 2013. (Wayback Machine) na Lega Basket Serie A
- Profil  Arhivirana inačica izvorne stranice od 30. lipnja 2009. (Wayback Machine) na Basketpedya.com